# Mengamuñoz
Mengamuñoz település Spanyolországban, Ávila tartományban. Mengamuñoz Cepeda la Mora, Villatoro, Muñotello, Narros del Puerto, La Hija de Dios és Sotalbo községekkel határos. Lakosainak száma 54 fő (2024).

## Népesség
A település népessége az utóbbi években az alábbiak szerint változott:
| Lakosok száma | 70   | 68   | 66   | 67   | 67   | 63   | 63   | 59   | 59   | 54   |
|               | 2001 | 2004 | 2006 | 2009 | 2011 | 2014 | 2016 | 2019 | 2021 | 2024 |